# 5e sessie van de Commissie voor het Werelderfgoed
De 5e sessie van de Commissie voor het Werelderfgoed van UNESCO vond van 26 oktober tot 30 oktober 1981 plaats in Sydney in Australië. Er werden 26 nieuwe omschrijvingen aan de werelderfgoedlijst toegevoegd. Het betrof 15 cultuursites, 2 gemengde sites en 9 natuursites. Het totale aantal inschrijvingen komt hiermee op 111 (80 culturele erfgoedsites, 27 sites van natuurlijk erfgoed en 4 gemengde erfgoedsites).

## Wijzigingen in 1981
In 1981 zijn de volgende locaties toegevoegd:

### Cultureel erfgoed
- Canada: SGang Gwaay
- Canada: Head-Smashed-In Buffalo Jump
- Duitsland: Dom van Speyer
- Duitsland: Residentie van Würzburg
- Frankrijk: Paleis en park van Fontainebleau
- Frankrijk: Kathedraal van Amiens
- Frankrijk: Romeins theater met omgeving en de Triomfboog van Orange (uitgebreid in 2007)
- Frankrijk: Romeinse en romaanse monumenten in Arles
- Frankrijk: Cisterciënzer Abdij van Fontenay (uitgebreid in 2007)
- Guatemala: Archeologisch park en ruïnes van Quiriguá
- Jeruzalem: Oude stad Jeruzalem en haar stadsmuren (ingediend door Jordanië)
- Marokko: Medina van Fez
- Pakistan: Historische monumenten van Makli, Thatta
- Pakistan: Fort en Shalamar-tuinen in Lahore
- Tanzania: Ruïnes van Kilwa Kisiwani enruïnes van Songo Mnara

### Gemengd erfgoed
- Australië: Nationaal park Kakadu (uitgebreid in 1987 en 1992)
- Australië: Willandramerengebied

### Natuurerfgoed
- Argentinië: Nationaal park Los Glaciares
- Australië: Groot Barrièrerif
- Guinee / Ivoorkust: Natuurreservaat Mount Nimba (uitgebreid in 1982)
- Panama: Nationaal Park Darién
- Senegal: Nationaal vogelreservaat Djoudj
- Senegal: Nationaal park Niokolo Koba
- Tanzania: Nationaal park Serengeti
- Verenigde Staten van Amerika: Nationaal park Mammoth Cave
- Verenigde Staten van Amerika: Nationaal park Olympic

1977 · 
1978 · 
1979 · 
1980 · 
1981 · 
1982 · 
1983 · 
1984 · 
1985 · 
1986 · 
1987 · 
1988 · 
1989 · 
1990 · 
1991 · 
1992 · 
1993 · 
1994 · 
1995 · 
1996 · 
1997 · 
1998 · 
1999 · 
2000 · 
2001 · 
2002 · 
2003 · 
2004 · 
2005 · 
2006 · 
2007 · 
2008 · 
2009 · 
2010 · 
2011 · 
2012 · 
2013 · 
2014 · 
2015 · 
2016 · 
2017 · 
2018 · 
2019 · 
2020-2021 ·
2022-2023 ·
2024 ·
2025